# 西宮市立平木小学校
西宮市立平木小学校（にしのみやしりつ ひらきしょうがっこう）は、兵庫県西宮市平木町に所在する公立小学校。

## 沿革
- 1974年（昭和49年）4月 - 西宮市立広田小学校の敷地内に開校。
- 1974年（昭和49年）10月 - 現在地に移転。
- 1976年（昭和51年）5月 - 植樹式。全児童と保護者がクスノキ50本、プラタナス80本を校庭周辺に植える。

## 通学区域
- 南昭和町（1･2･4～10番）、両度町、高松町（1～5･7番）、平木町、青木町、中殿町（3～6番）、森下町、芦原町（4番）、神明町（3･4番、9番）、室川町[1]

※卒業後は基本的に西宮市立平木中学校に進学する。

## 通学区域が隣接している学校
- 西宮市立広田小学校
- 西宮市立大社小学校
- 西宮市立安井小学校
- 西宮市立深津小学校
- 西宮市立高木小学校

## 出身者
- 森本才跳 - 将棋棋士[2]